# 吉田敬 (音楽プロデューサー)
吉田 敬（よしだ たかし、1962年5月13日 - 2010年10月7日）は、日本の音楽プロデューサー、実業家。デフスターレコーズ（ソニー・ミュージックエンタテインメント傘下）代表取締役、ワーナーミュージック・ジャパン代表取締役社長兼CEOを歴任した。

## 人物
数多くの人気歌手を育て上げ、若くしてトップに上り詰めた「伝説のA&Rマン」で、時代やニーズを見て戦略を考えた上でアーティストを作り上げる手法を成功させ、それをその後の主流にした人物。対象歌手の所属プロダクションとの強いコネクションを生かして同じプロダクションの芸能チームが仕切るドラマなどとのメディアミックス型のプロモーションを行うことでヒットを生み出し、「タイアップ戦略の達人」と呼ばれた。常に現場に顔を出して何が世の中の話題になるかを考える「根っからのプロモーター」、ヒットのためにはなりふり構わない「最後の勝負師」として高く評価されていた。
ソニー・ミュージック時代はTUBEを手掛けた後、社内にTプロジェクトを立ち上げてthe brilliant green、平井堅をトップアーティストに育て上げた。独立レーベルのデフスターレコーズの設立に尽力し、その代表取締役社長としてCHEMISTRYをブレイクさせた。
ソニーでの実績を買われてワーナーミュージックの社長に就任すると、当時ニューカマーが少なかった同社の邦楽部門でコブクロや絢香、Superflyなどの若手を不動のトップアーティストに育て上げ、その業績を飛躍的に伸長させて立て直すことに成功した。それ以外にも河口恭吾や女優の新垣結衣などをヒットに導き、デビュー10周年を迎えたBONNIE PINKの再ブレイクを成功させた。長らくデフスター所属であったthe brilliant greenは2010年にワーナーへ移籍した。
生前、当時はまだ好調だったCDなどのパッケージの売り上げが欧米同様、日本でも落ち込んでいくことを見越して、商品ではなくアーティスト自身を売る「360°ビジネス」を展開していくことを考えていた。360°のうち音楽は120°とすると、あとの240°はそれまでレコード会社ではなかなか踏み込めなかったプロダクションの領域なので、360°全てのアーティストの権利やビジネスに踏み込むには、新人アーティストを僕らの手で発掘し、マネージメントをして行くことが必要だと考えていた。その準備として当時ウルフルズやBONNIE PINK、Superflyが所属していたプロダクションのタイスケの株を70%取得し、彼らはワーナーグループのアーティストであるという認識でビジネスを行っていた。

### 自殺
うつ病に罹患し通院しており、2010年夏頃から急激に体調が悪化、時折2 - 3日欠勤することがあったが、罹病の事実は秘匿していた。同年10月5日は出勤するも、「フィジカル、メンタルを含めて検査したい」として、6日から1 - 2週間休暇すると言い残す。しかし7日午後2時40分過ぎ、東京都練馬区の自宅1階に首吊り状態でいるのを買い物から帰宅した妻が発見。午後3時45分、搬送先の病院で死亡が確認され、警視庁は自殺と断定した。48歳没。8日午後、ワーナー社内で緊急に報告された。30・31日に日本武道館でのワーナーミュージック・ジャパン創立40周年記念ライブ・イベント「100年MUSIC FESTIVAL」の開催を控えていた。同公演は予定通り敢行された。11月18日、東京都にて「お別れの会」が挙行された。
9月29日には、NHKホールで開催された山下達郎のライヴに足を運んでおり、山下が「本当に残念でならない」と哀悼のコメントを寄せている。

## 手掛けた主なアーティスト
- YeLLOW Generation
- CHEMISTRY
- the brilliant green
- Sowelu
- Tommy February6
- 平井堅
- コブクロ
- 絢香
- Superfly

など

## 経歴
1985年
- 3月、慶應義塾大学卒業。
- CBSソニー（現ソニー・ミュージックエンタテインメント）に入社。同社販売促進部門、宣伝部門に配属。その後、福岡営業所に勤務。

1997年
- ソニーの社内プロジェクト「Tプロジェクト」を立ち上げる。

2000年
- 「Tプロジェクト」を発展させ、新レーベル「デフスターレコーズ」を発足させる。

2001年
- SME社より分社化される形で設立された「株式会社デフスターレコーズ」の代表取締役に就任。

2003年
- 7月31日をもってデフスターレコーズを退社[注 1]。
- 8月1日、ワーナーミュージック・ジャパン代表取締役社長に就任。

2008年
- 10月1日、ワーナーミュージック・ジャパン代表取締役社長兼CEOに就任。

2010年
- 10月7日午後、自宅で首をつった状態でいるのを発見された。